# Atiães
Atiães es una freguesia portuguesa del concelho de Vila Verde, con 3,67 km² de superficie y 551 habitantes (2001). Su densidad de población es de 150,1 hab/km².